# Fratte (Salerno)
Fratte è una frazione italiana di 5 000 abitanti del comune di Salerno.

## Geografia fisica
La frazione si trova a nord del centro cittadino in una zona piuttosto collinare e, soprattutto, strategica per il traffico stradale cittadino e non solo, per via dei vari snodi autostradali presenti.
Confina a nord-ovest con la frazione Capezzano nel comune di Pellezzano e con la sua zona industriale, a nord con la frazione Cologna di Pellezzano,a sud con i quartieri Carmine, Terme Campione e il rione Petrosino,a est con i quartieri di Matierno e Brignano.
Qui vi si trova l'importante area archeologica etrusco-sannitica. Inoltre qui passa anche il fiume Irno che, poi, attraversando infine il quartiere Torrione, sfocerà nel golfo di Salerno.

## Strade principali
- Piazza Matteo Galdi
- Via dei Greci

## Infrastrutture e trasporti

### Ferrovie
A Fratte è presente l'omonima stazione ferroviaria, che la collega alla stazione centrale ed ai comuni limitrofi a nord di Salerno. Inoltre è presente anche la Stazione di Fratte Villa Comunale, di recente costruzione (2006).

### Autobus
- Le linee della Busitalia Campania che attraversano il quartiere e che lo collegano al centro e altre zone della città sono: 2-7-10-11-12-14-17-18-20-27.